# Cormes
Pour les articles homonymes, voir Corme.
Cormes est une commune française, située dans le département de la Sarthe en région Pays de la Loire, peuplée de 886 habitants (les Corméens).
Bien que située dans la région naturelle du Perche sarthois, la commune fait partie de la province historique du Maine.

## Géographie
La commune appartient à la région naturelle du Perche et au canton de La Ferté-Bernard.
Les communes limitrophes sont : 
- Cherreau
- Ceton (Orne)
- Théligny
- Courgenard
- Saint-Jean-des-Échelles
- Lamnay
- Saint-Maixent
- Cherré

### Climat
Pour des articles plus généraux, voir Climat des Pays de la Loire et Climat du Val-d'Oise.
En 2010, le climat de la commune est de type climat océanique dégradé des plaines du Centre et du Nord, selon une étude du CNRS s'appuyant sur une série de données couvrant la période 1971-2000. En 2020, Météo-France publie une typologie des climats de la France métropolitaine dans laquelle la commune est exposée à un climat océanique altéré et est dans la région climatique  Moyenne vallée de la Loire, caractérisée par une bonne insolation (1 850 h/an) et un été peu pluvieux. 
Pour la période 1971-2000, la température annuelle moyenne est de 10,6 °C, avec une amplitude thermique annuelle de 14,6 °C. Le cumul annuel moyen de précipitations est de 711 mm, avec 12 jours de précipitations en janvier et 7,5 jours en juillet. Pour la période 1991-2020, la température moyenne annuelle observée sur la station météorologique installée sur la commune est de 11,4 °C et le cumul annuel moyen de précipitations est de 759,0 mm,. Pour l'avenir, les paramètres climatiques de la commune estimés pour 2050 selon différents scénarios d'émission de gaz à effet de serre sont consultables sur un site dédié publié par Météo-France en novembre 2022.
| Mois                                  | jan.           | fév.             | mars         | avril           | mai         | juin          | jui.          | août           | sep.            | oct.            | nov.             | déc.            | année     |
| ------------------------------------- | -------------- | ---------------- | ------------ | --------------- | ----------- | ------------- | ------------- | -------------- | --------------- | --------------- | ---------------- | --------------- | --------- |
| Température minimale moyenne (°C)     | 1,7            | 1,1              | 2,7          | 4,2             | 7,9         | 11            | 12,6          | 12,6           | 9,8             | 7,7             | 4,3              | 2,1             | 6,5       |
| Température moyenne (°C)              | 4,5            | 5                | 7,8          | 10,3            | 13,8        | 17,2          | 19,2          | 19,1           | 15,8            | 12,1            | 7,6              | 4,9             | 11,4      |
| Température maximale moyenne (°C)     | 7,3            | 9                | 12,8         | 16,3            | 19,8        | 23,3          | 25,8          | 25,7           | 21,9            | 16,5            | 11               | 7,7             | 16,4      |
| Record de froid (°C) date du record   | −20 17.01.1987 | −15,2 25.02.1986 | −12 01.03.05 | −6,5 10.04.1990 | −2 06.05.19 | −0,5 01.06.06 | 3 12.07.00    | 1,5 29.08.1989 | −0,5 14.09.1996 | −6,5 30.10.1997 | −10,5 23.11.1993 | −12 19.12.09    | −20 1987  |
| Record de chaleur (°C) date du record | 16,5 30.01.02  | 22,5 27.02.19    | 25 31.03.21  | 30 30.04.05     | 33 27.05.05 | 38,3 18.06.22 | 42,8 25.07.19 | 42 10.08.03    | 35,5 15.09.20   | 29,8 08.10.23   | 21,8 08.11.15    | 16,5 16.12.1989 | 42,8 2019 |
| Précipitations (mm)                   | 72             | 58               | 58,7         | 51,6            | 66,1        | 59,9          | 55            | 51,3           | 53,3            | 70,6            | 74               | 88,5            | 759       |

## Urbanisme

### Typologie
Au 1er janvier 2024, Cormes est catégorisée bourg rural, selon la nouvelle grille communale de densité à sept niveaux définie par l'Insee en 2022.
Elle est située hors unité urbaine. Par ailleurs la commune fait partie de l'aire d'attraction de La Ferté-Bernard, dont elle est une commune de la couronne,. Cette aire, qui regroupe 37 communes, est catégorisée dans les aires de moins de 50 000 habitants,.

### Occupation des sols
L'occupation des sols de la commune, telle qu'elle ressort de la base de données européenne d’occupation biophysique des sols Corine Land Cover (CLC), est marquée par l'importance des territoires agricoles (91,1 % en 2018), une proportion sensiblement équivalente à celle de 1990 (91,7 %). La répartition détaillée en 2018 est la suivante : 
terres arables (55,1 %), prairies (31,7 %), forêts (6,3 %), zones agricoles hétérogènes (4,2 %), zones urbanisées (2,3 %), zones industrielles ou commerciales et réseaux de communication (0,4 %). L'évolution de l’occupation des sols de la commune et de ses infrastructures peut être observée sur les différentes représentations cartographiques du territoire : la carte de Cassini (XVIIIe siècle), la carte d'état-major (1820-1866) et les cartes ou photos aériennes de l'IGN pour la période actuelle (1950 à aujourd'hui).

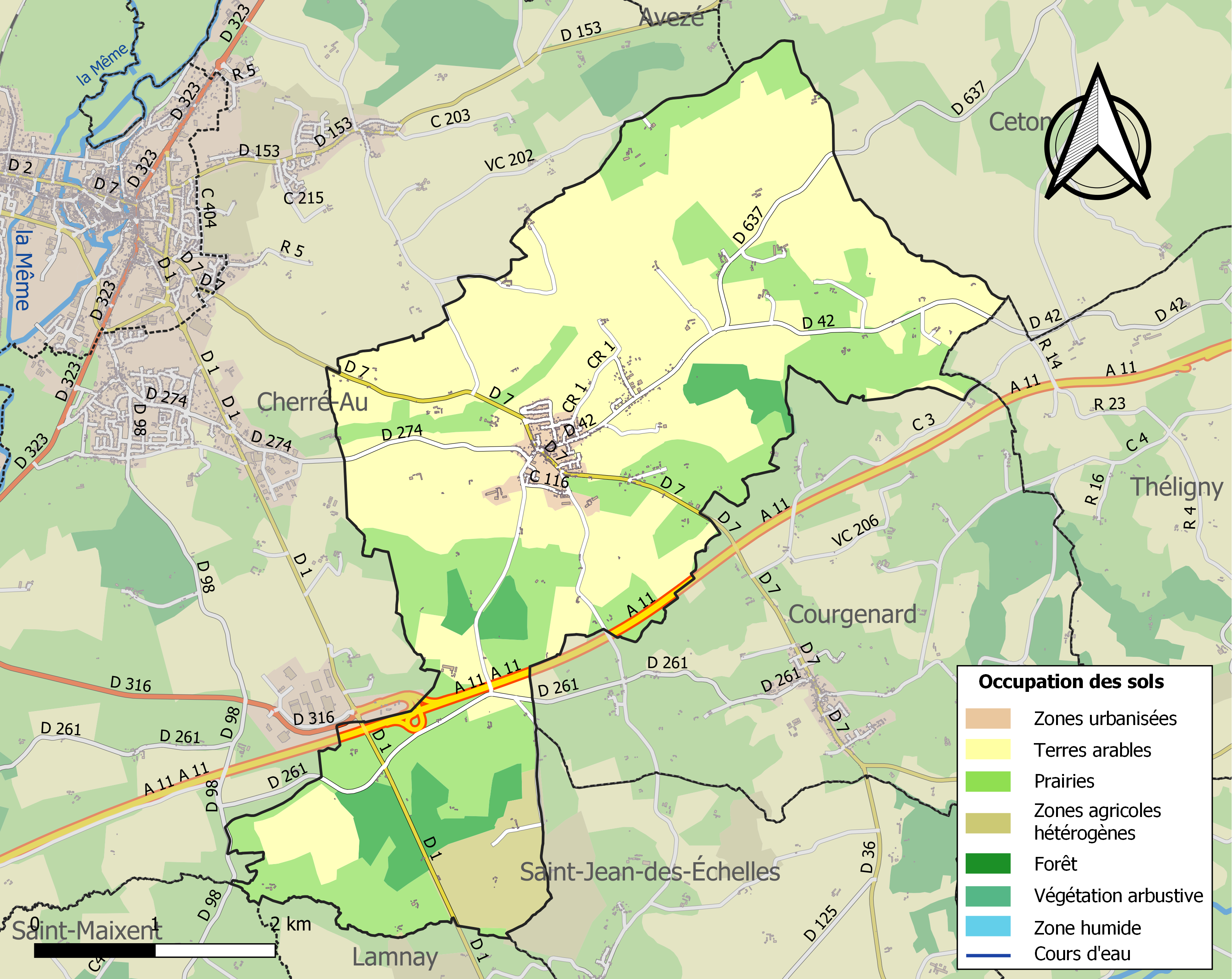
Carte des infrastructures et de l'occupation des sols de la commune en 2018 (CLC).

## Toponymie
Origine du nom (forme ancienne : Corma vico selon une monnaie mérovingienne) : le cormier (autre nom du sorbier répandu surtout dans l'Ouest) apparaît peut-être dans Cormes.[réf. nécessaire]

## Histoire
Fondation d'un monastère vers 850.
Mentionnée en 1070, la seigneurie relevait de la baronnie de La Ferté-Bernard.

## Politique et administration
| Période                                  | Période   | Identité        | Étiquette | Qualité  |
| ---------------------------------------- | --------- | --------------- | --------- | -------- |
| mai 1945                                 | mai 1982  | Henri Poussin   |           |          |
| mai 1982                                 | mars 2001 | André Cochelin  |           |          |
| mars 2001                                | mars 2014 | Maryse Wojtczyk | SE        | Vendeuse |
| mars 2014                                | mai 2016  | Pierre Ozange   |           | Retraité |
| mai 2016                                 | En cours  | Didier Torché   | SE        | Retraité |
| Les données manquantes sont à compléter. |           |                 |           |          |

## Démographie
L'évolution du nombre d'habitants est connue à travers les recensements de la population effectués dans la commune depuis 1793. Pour les communes de moins de 10 000 habitants, une enquête de recensement portant sur toute la population est réalisée tous les cinq ans, les populations de référence des années intermédiaires étant quant à elles estimées par interpolation ou extrapolation. Pour la commune, le premier recensement exhaustif entrant dans le cadre du nouveau dispositif a été réalisé en 2006.
En 2022, la commune comptait 886 habitants, en évolution de −2,74 % par rapport à 2016 (Sarthe : −0,25 %, France hors Mayotte : +2,11 %).
| 1793 | 1800 | 1806 | 1821 | 1831 | 1836 | 1841 | 1846 | 1851 |
| ---- | ---- | ---- | ---- | ---- | ---- | ---- | ---- | ---- |
| 665  | 633  | 731  | 762  | 798  | 825  | 871  | 893  | 893  |

| 1856 | 1861 | 1866 | 1872 | 1876 | 1881 | 1886 | 1891 | 1896 |
| ---- | ---- | ---- | ---- | ---- | ---- | ---- | ---- | ---- |
| 928  | 906  | 944  | 961  | 917  | 810  | 765  | 770  | 764  |

| 1901 | 1906 | 1911 | 1921 | 1926 | 1931 | 1936 | 1946 | 1954 |
| ---- | ---- | ---- | ---- | ---- | ---- | ---- | ---- | ---- |
| 771  | 737  | 731  | 711  | 713  | 672  | 621  | 608  | 612  |

| 1962 | 1968 | 1975 | 1982 | 1990 | 1999 | 2006 | 2011 | 2016 |
| ---- | ---- | ---- | ---- | ---- | ---- | ---- | ---- | ---- |
| 655  | 587  | 679  | 613  | 785  | 855  | 839  | 900  | 911  |

| 2021 | 2022 | - | - | - | - | - | - | - |
| ---- | ---- | - | - | - | - | - | - | - |
| 892  | 886  | - | - | - | - | - | - | - |

## Patrimoine et lieux touristiques

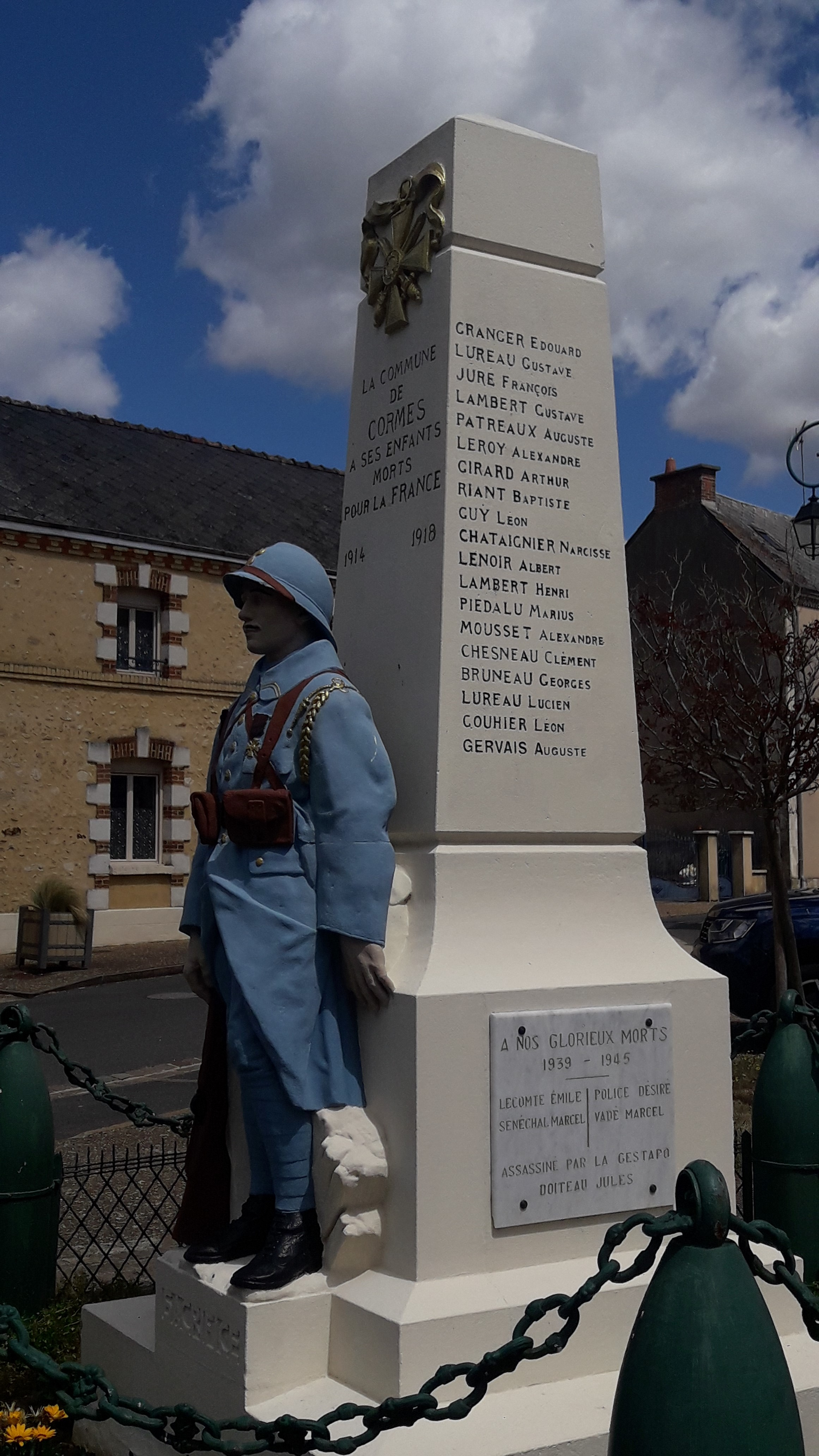
Monument des enfants du pays morts pour la France

- Monument des enfants du pays morts pour la FranceÉglise Saint-Denis, des XIe, XVe et XVIe siècles, inscrite au titre des monuments historiques en 1926[20],[21]
- Un lavoir qui a gardé son ancienneté avec un jardin attenant, régulièrement entretenu.
- Le monument aux morts avec le nom des soldats qui ont combattu pendant les deux guerres mondiales.